# منبه المناعة
مُنبِّه المناعة (بالإنجليزية: Immunostimulant)‏ مادة (دواء أو غذاء) تُنبِّه الجهاز المناعي عن طريق تحفيز وتنشيط أو زيادة نشاط في أي من مكوناته، أحد الأمثلة البارزة في المنبهات المناعية هي عامل تحفيز مستعمرة كريات الدم البيضاء البالعة.

## تصنيف
هناك فئتين رئيسيتين من المنبهات المناعية:
1. منبهات مناعية متخصصة تقديم مستضد محدد في الاستجابة المناعية مثل اللقاحات أو أي مستضد.
2. منبهات مناعية غير محددة تعمل بغض النظر عن خصوصية المستضد لزيادة الاستجابة المناعية لمستضد أخرى أو تحفيز مكونات الجهاز المناعي دون الحاجة لخصوصية المستضد مثل المواد المساعدة ومحفزات مناعية غير محددة.

## منبهات مناعية غير محدد
العديد من المواد الذاتية هي محفزات مناعية غير محددة على سبيل المثال الهرمونات الجنسية الأنثوية تعرف على على أنها عامل لتحفيز التكيف والاستجابات المناعية الفطرية، بعض أمراض المناعة الذاتية مثل الذئبة الحمامية يصيب النساء باضطرابات مناعيى وفي كثير من الأحيان يتزامن هذا الاضراب مع سن البلوغ، حيث تظهر الهرمونات الأخرى لتنظيم الجهاز المناعي وعلى الأخص البرولاكتين وهرمون النمو وفيتامين د.
وتشير بعض المنشورات نحو تأثير حمض (deoxycholic) باعتباره منبه مناعي ويعتبر من الجهاز المناعي غير المحدد حيث يقوم بتفعيل الجهات الفاعلة الرئيسية وبالأخص خلية بلعم، وفقا لهذه المنشورات والدراسات أن الحصول على كمية كافية من حمض (deoxycholic) في جسم الإنسان يناظر قدرة الجسم بالقيام بردة فعل جيدة للجهاز المناعي.